# Чорноморівка
Чорномо́рівка — село в Україні, в Каховському районі Херсонської області. Населення становить 1111 осіб.

## Географія
Знаходиться в південній частині Причорноморської низини на лівому березі нижньої течії річки Дніпро в 25-ти км південніше від міста Каховка. Площа населеного пункту — 66,1 га.

## Історія
Чорноморівка заснована у 1897 році.
Свого часу поблизу Чорноморівки археологами були досліджені кургани з захороненням епохи міді-бронзи (ІІІ-ІІ тисячоліття до н. е.) скіфів, та кочівників ХІ-ХІІІ ст. н. ери.
На землях де зараз розташована Чорноморівська сільська рада наприкінці ХІХ сторіччя утворилися хутори Чорноморські, Кушилі, Пусте. В спогадах селян залишилася і перша назва поселення Табунне.
Попередньо ці землі належали поміщику Мордвинову і значились, як Восьма економія. Селяни тут постійно не жили, а лише приїздили навесні засівати наділи та восени збирати врожай. Потім почали потроху зводити землянки. Більша частина переселенців була з Нової Маячки, яким у 1917 році була надана земля у власність. Серед перших поселенців були: Василенки, Погорільці, Забари, Корнієнки, Фисини, Болдарєви, Костіни, Десни, Дяченки, Хохулі, Крамаренки, Барани, Шевченки, Марченки, Годили, Мусієнки, Чорнобаї, Гузі, Костирі. Всі господарювали самостійно. В 1928 році був заснований СОЗ «Жовтневий хлібороб». На час його заснування об'єднались сімдесят сімей: середняків (20 чоловік) і бідняків (360 чоловік), яким було надано 2400 га земельних угідь. Його організаторами були Куліда Федір та Костін Іван. Першим десятником від радянської влади був Костін Іван Захарович.
На 01.03.1923 року в поселенні Чорноморські (Чорноморські хутори) мешкало 476 селян, переважна більшість яких — були українці. Зі створенням Кахівського району п. Чорноморські ввійшло до складу Наталівської сільської ради.
У 1927 році висілок Чорноморський налічує 101 господарство, з яких 2 неселянського типу. Кількість населення складає: 272 чоловіка та 272 жінки, разом — 544 мешканця. Відстань до райцентру 21 км, до Наталівської сільської ради 9 км.
Згідно протоколу засідання технічної наради при Каховському районному земельному відділі «Про стан агрономічної та зоотехнічної допомоги населенню і підсумки сільськогосподарського конкурсу» від 3 липня 1926 року «представить к получению премий по конкурсу сельського хозяйства:
…5. Посёлок „Черноморский“, группа 23-к премии 1-го разряда по п. 4 — за образование посёлка, устройство водоснабжения, постройку школы, организацию скотоводческого товарищества, потребительского общества, и по п. 6 — за осуществление общественного севооборота с хорошим содержанием паропропашного клина, в котором до 30 % площади под чистым паром».
На 19 січня 1929 року за громадою пос. Чорноморський налічується 1666 га земель. У цьому ж році в Чорономорівці утворюється сільська рада, яка діє в складі Каховського району до 1955 року. За цей час Чорноморівська сільська громада об'єднувала чотири населених пункти: Чорноморівку, Роздольне, Вільне Запоріжжя та Зелений Лагер. Згідно територіального устрою до 1954 року Чорноморівка обумовлюється як «село», а інші населенні пункти як селища або «посьолки». З 1954 року всі вони визначаються селами.
До утворення Чорноморівської сільської ради висілок Роздольне (244 мешканця) входило до складу Велико-Кахівської сільської ради, висілки Зелений Лагер № 1 (458 селян) та Зелений Лагер № 3 (299 мешканців) входили до Любимо-Павлівської сільради, а Вільне Запоріжжя (72 селянина) до Любимівської сільської ради.
У тридцяті роки минулого сторіччя в кожному з чотирьох поселень створюються сільськогосподарські артілі. В Чорноморівці — колгосп «Жовтневий хлібороб», в Роздольному — «Родіна», в Зеленому Лагері — «Шлях хлібороба» та в Вільному Запоріжжі — «Нова Зоря».
Першим головою Чорноморівської сільської ради був обраний Марченко М. А.. В подальші роки сільськими головами обирались Рашевський М. О., Хруслов І. Ф., Хлистов П. Д..
Не минула стороною наше село і Велика Вітчизняна війна. Чорноморівка була окупована 10 жовтня 1941року, а визволена лише в 1943 році. В Німеччину було вивезено близько 20 чоловік, повернулися не всі.
Після визволення населених пунктів від ворога в колгоспах Чорноморівської територіальної громади, як і в інших селах району, йшла робота по відновленню колективних господарств, тваринницьких ферм, проведенню посівних та пожнивних робіт.
В той же час проводилось відновлення і ремонтні роботи господарських та житлових будівель, шляхів і мостів. Не відставали від дорослих і учні Чорноморівської неповно-середньої школи. Учень Єложенко Іван з березня по 18 травня 1946 року знищив 1 100 ховрахів, Григорець Семен — 750 ховрахів, Ляшенко Іван — 600 ховрахів. Також вони взяли на себе зобов'язання довести рахунок знищених ховрахів до 3 000 штук кожний. Чорноморівське сільське споживче товариство преміювало учнів по 2 кг цукру та 3 метри мануфактури.
На початку п'ятдесятих років проводиться перша хвиля укрупнення колективних господарств. Колгоспи «Шлях хлібороба» та «Нова зоря» з'єднуються з колгоспом «Жовтневий хлібороб» в одне господарство імені Микити Сергійовича Хрущова. Пізніше колгосп «Родіна» входить до складу колгоспу ім. Малєнкова.
Завзято працювала огородня бригада колгоспу імені Хрущова (на фото початку п'ятдесятих років минулого сторіччя в центрі — бригадир Ляшенко К. А., передовики — Десна К. Ф., Марченко Г, Баран М. Є., Самойло Ф, Бронік О.). «Перший хліб — державі» — під таким лозунгом у ті часи проходили жнива (на фото зліва — Голівець Г. П., голова колгоспу ім. Хрущова, в центрі — перший секретар райкому партії Рой, зправа — парторг колгоспу ім. Хрущова — Василенко Михайло Якович). В колгоспі діяла пожежна бригада, начальником якої був Василенко М. Я.
Першим головою колгоспу ім. Хрущова був обраний Філь Федір Миколайович. Також головами колгоспу до 1959 року працювали Дудка І., Забара, Ляшенко А. А., Пугач, Голівець Г. П., Шкарбан.
В 50-тих роках Чорноморівка складалася з трьох вулиць. В ці ж роки в селі з'явилося освітлення: в 1952 році від двигуна, в 1957 — від Каховської ГЕС. У 1955 році була створена Семенівська сільська рада і с. Чорноморівка, Зелений Лагер та Вільне запоряжжя ввійшли до складу її територіальної громади.
В 1959 році відбулася друга хвиля укрупнення колгоспів: Колгосп ім. Хрущова входить до складу в колгоспу «Україна» з центром у селі Семенівка. На той час колгоспники вирощували такі культури: жито, пшеницю, ячмінь, овес, кукурудзу, горох, ріпак, рицину, городні та баштанні культури, яблука і виноград. Господарство було багатогалузевим. В ньому вирощували: велику рогату худобу, вівців, свиней, курей. В бригаді, розташованій в с. Чорноморівка, було одинадцять тракторів, п'ять зернових комбайнів, в тому числі 2-КУ і 3-ККХ, та три силосних комбайни.
В 70-х роках під час будівництва зрошувальної системи с. Зелений табір було розселене по селам Семенівка та Чорноморівка.
В 1977 році утворюється колгосп «Чорноморівський», головою якого був обраний Нікітченко Микола Сергійович. За роки його керівництва село зростало та розквітало. Були побудовані та введені в дію виробничий комплекс по відгодівлі великої рогатої худоби на 10 тис. голів, кормозавод, прекрасна двухповерхова будівля середньої школи, ФАП. Збудовано більше ста житлових будинків, з'явилося чотири нові вулиці. Всі вулиці в селі були заасфальтовані та освітлені. Колгосп спеціалізувався на вирощуванні яловичини. Заслуги Миколи Сергійовича перед Вітчизною відзначені урядовими нагородами. А саме: двома орденами Трудового Червоного прапора, орденом Знак Пошани, медалями «За трудову відзнаку» та «Трудову доблесть».
В 1993—1996 роках відбулося розпаювання землі. Власниками земельних паїв стали 596 чоловік, в тому числі і педагоги та інші працівники соціально-комунальної сфери. Кожне домогосподарство отримало в користування для ведення особистого селянського господарства земельні ділянки в розмірі 0,71 га.
У 2001 році колгосп «Чорноморівський» припинив своє існування.
В 2002 році за рішенням Верховної Ради України вдруге в історії створено Чорноморівську сільську раду. Першим головою якої обрана Єрьоменко Галина Іванівна. Також на цій посаді працювали з 2006 по 2009 рік Величко Олександр Васильович та Стасюк Оксана Михайлівна. А з 2009 року двічі селяни обирали сільським головою Гузя Володимира Вікторовича. Секретарями сільської ради обиралися Соколенко Світлана Федорівна, Мунтян Ольга Михайлівна, Савельєва Ірина Миколаївна, яка обрана на посаду вдруге поспіль.
24 лютого 2022 року село тимчасово окуповане російськими військами під час російсько-української війни.

## Сьогодення
На сьогодні в селі Чорноморівка 10 вулиць, 320 дворів, проживає — 1021 житель. Поважною часткою громади є багатодітні родини, що зростили п'ятеро і більше дітей. Скільки ж треба материнських і батьківських сил, ласки і любові, щоб зростити і виховати дітей справжніми людьми! Це — сім'ї Болдарєвої Л. Г., Гавришко С. В., Зозулі В. Г., Куніцької В. І., Млавець К. Ю., Сегляник П. Д..

### Економіка
Зараз на території сільської ради працюють ПВКП «Русь» (Шелестов В. В.), ПП «Восток-Агро» (Панков В. М.), ДП «Югагрофорс» (Купенко В. В.), ППСГК «Зорецвіт» (Король В. В., Мунтян В. Л.), ТОВ «Луч Агро — Плюс»(Городецький Є. Є., Мундя М.В), ПП Козирь Є. В., ПП «Віксан» (Саніна М. Г.), ФГ «Ніта+» (Герич М.М), ФГ «Ірбіс» (Баклан Р. Л.), ПП «Герич» (Герич М. М.), ФГ «Саілпан» (Саніна Л. П.), ФГ «Анна» (Мігель В. В.), ФГ «Явір» (Шилко О. І.), ТОВ «Судносервіс» (Хлань С. В.), ТОВ «Агротеко» (Шелестов В. В.), 57одноосібників. Головною продукцією товаровиробників є соя, пшениця, ячмінь, соняшник, кукурудза та овочеві культури.
Населення Чорноморівки обслуговують два торгівельні заклади — Чорноморівський ХОП (Гузь Н. Л.) та ПП Баклан І. Л., комунальні послуги надає Чорноморівське СКП, яке очолює Срібний Г. І. Працює поштове відділення зв'язку (Болдарєва С. В.) Будівлі, в яких вони працюють були побудовані у 1970 році.

### Соціальна сфера
У 1932 році у селі було відкрито дитячі ясла. Вперше її очолила Паролова Г.. В 1965 році побудовано нову будівлю дитячого садка «Орлятко». В різні роки завідували закладом Баран Л. Г., Єрохіна Л. М., Кравчук М. І.,Діденко М. В., Хаміцевич Г. П. З 1996 року по 2012 рік завідувачем працювала — Капусткіна Л. Д.
У 1935 році в Чорноморівці відкрито фельдшерсько-акушерський пункт. З 1940 по 1982 роки фельдшерську справу добре виконував Оробєй Леонід Федорович, а його надійною помічницею — акушеркою була дружина Оробєй Ганна Арсентіївна. Гідним продовжувачем їх справи стала Ляшенко Наталія Іванівна, яка пропрацювала фельдшером з 1982 по 2008 рік. Після неї посаду обрала молодий спеціаліст Стоноженко Альона Анатоліївна.
У 1931 році в Чорноморівці відкрився сільський клуб, а з 1956 року при ньому відчинила двері сільська бібліотека. Першим завідувачем була Ільїна Л. З 2006 року посаду завідувача сільського клубу займає Жилка Олена Степанівна.
Довгий час в бібліотеці працювала Болдарєва Валентина Василівна. На даний час в бібліотекарем працює Гурська Любов Петрівна.
До 1946 року на території села Чорноморівка функціонував дитячий будинок. Пізніше його переведена до с. Кринки Олешківського району.
Неординарним був і розвиток освіти на селі. У 1929 році була заснована початкова школа. Першим її вчителем був Крамаренко Іван Васильович. Школа розміщувалася у звичайній хаті — землянці. Після війни в школі працювали: Крамаренко Ольга Григорівна, Гришко Марія Василівна та Хохуля М. Ф. Діти навчалися до п'ятого класу. У 5-7 класи ходили до Наталівської семирічки, а у 8-10 — до Червоноперекопської середньої школи.
У післявоєнні роки школою завідував Леоненко Микола Петрович (доктор філологічних наук), а одним з його помічників була дружина — Євдокія Петрівна. Під керівництвом Герберша Йосипа Абрамовича у 1948 році пройшла реконструкція колишнього амбара (зернового складу) під нове шкільне приміщення. У 1951 році школа стала семирічкою, а в 1960 — восьмирічкою. В той час в ній навчалося 77 учнів під вихованням 10 вчителів. Директорами школи в різні часи працювали Фисина Д. С., Чиненко К. І., Баранов Л. П., Дорош В. М. В 1984 році побудовано нову двоповерхову будівлю школи, на той час в ній навчалося близько 250 дітей. З 1996 року школа отримала статус середньої.
Двадцять років (1984—2004 рік) школу очолювала Воробйова Раїса Миколаївна, яка народилася 01 лютого 1956 року в селі Миколаївка Іванівського району Херсонської області. Після закінчення школи, а потім Бериславського педагогічного училища вона працювала вчителем початкових класів в с. Фрунзе Іванівського району. В 1978 році прийшла вчителем географії та історії в с. Чорноморівка, паралельно навчаючись в Мелітопольському педінституті, а потім в Київському педагогічному інституті ім. Горького на факультеті іноземних мов. Відмінник освіти України, вчитель-методист, лауреат (ІІ місце) Всеукраїнського конкурсу «Учитель року 2003» в номінації «Географія». Вона не лише була мудрим керівником, прекрасним педагогом та чудовою людиною, а й творчою особистістю. З-під її пера вийшли збірки віршів: «Обереги», «Одкровення» (2000 рік), «Провесінь надій» (2003 р.), «Підзимки» та «Ля-мінор» (2005р).
Зі стін школи вийшло шість медалістів: Воробйова М. О., Малєєва Т. Ю., Зайцева М. В., Ляшенко Т. А., Павлюк С. О., Славінський В. О.. З 2004 року директором школи працює Загорулько Микола Миколайоваич. На даний час в ній навчається 88 дітей та працює дружній колектив з 16 вчителів. На початку 2012 року в школі створений Чорноморівський курінь козачат, які захоплено ввійшли до справ відродження Українського козацтва.

### Релігія
Зараз на території села Чорноморівка діють релігійні громади Православної Церкви України та Зібрання Православної Громадськості.
Будується храм ікони Божої Матері «Непорушна Стіна» Каховського благочиння (деканат), Таврійської єпархії, Української Православної Церкви (Православної Церкви України). До спільноти належить більшість села та навколишньої місцевості.
Також в селі знаходиться пристосоване під храм приміщення громади Зібрання Православної Громадськості.

## Персоналії
Афганістан — це слово відлунює гарматні залпи і жахіття війни. Серед тих, хто пройшов це, є і наші земляки. Кабанчук Анатолій Петрович — повний кавалер медалей "За заслуги І — ІІІ ступенів, нагороджений срібним хрестом «За звитягу», інвалід бойових дій Кравченко В. С., Ковтун С. М.,Ліщук С.В та Яковенко С. А.
Та серед них залишиться на віки першим — Кусайко Анатолій Олексійович. Він народився 23.12.1963 року в селі Хустянка Буринського району на Сумщині. Починаючи із сьомого класу, Анатолій під час літніх канікул прий¬мав участь у збиранні врожаю. До призову на військову службу він працював у колгоспі трактористом. Захоплювався радіотехнікою та музикою.
27 березня 1981 року Анатолія призвали на строкову військову службу. Розпочав він її в туркменському місті Кизил-Арваті на кордоні з Афганістаном.
Після довгого очікування батькам прийшов лист від Анатолія, в якому він писав, що служить у складі військового оркестру. Але насправді він проходив службу там, де йшла війна — в Афганістані. Водій БМП, рядовий Кусайко Анатолій, служив добросо¬вісно і старанно. Техніку тримав у відмінному стані, завжди на ходу. В скрутних обставинах проявляв винахідливість, стійкість і мужність.
Про це свідчить лист командира в/ч 39676 підполковника Борзих батькам Анатолія: «Вашего сына Кусайко Анатолия Алексеевича всегда отличало исключительное мужество… в сложной боевой обстановке он всегда проявлял высокие моральные качества, стремился искренне помочь товарищам по оружию. Вражеская пуля оборвала жизнь Анатолия. Весь личный состав глубоко скорбит по Вашему сыну и своему боевому товарищу…»
У червні 2006 року на будівлі школи було встановлено меморіальну дошку на честь загиблого воїна, а вулиці в селі, де він проживав, було присвоєно ім'я Кусайка О. А..
В 2012 році урядом України присвоєно звання «Мати-героїня» — Мильо Ганні Федорівні та Срібній Наталії Петрівні.
Пишається наше село і старожилами — в 2012 році найстаршим жінкам села Весьолкіній Марії Іванівні та Десні Людмилі Йосипівні виповнилося 93 роки.
Багато років ветеранську організацію в селі Чорноморівка очолювала Єлецька Любов Семенівна.
- Кравченко Денис Вікторович (1990—2018) — старший солдат Збройних сил України, учасник російсько-української війни[3].